# Azitromicin
Azitromicin je polusintetički makrolidni antibiotik azalidne klase. Poput drugih makrolidnih antibiotika, azitromicin inhibira bakterijsku proteinsku sintezu vezivanjem za 50S ribozomalnu podjedinicu bakterijskog 70S ribozoma.

## Spoljašnje veze
|  | Molimo Vas, obratite pažnju na važno upozorenje u vezi sa temama iz oblasti medicine (zdravlja). |